# Mercedes Cup 2008
Il Mercedes Cup 2008 è stato un torneo di tennis giocato sulla terra rossa.
È stata la 31ª edizione del Mercedes Cup, che fa parte della categoria International Series Gold 
nell'ambito dell'ATP Tour 2008. Si è giocato a Stoccarda in Germania, dal 7 al 13 luglio 2008.

## Campioni

### Singolare
Juan Martín del Potro ha battuto in finale  Richard Gasquet con il punteggio di 6–4, 7–5

### Doppio
Christopher Kas /  Philipp Kohlschreiber hanno battuto in finale  Michael Berrer /  Miša Zverev con il punteggio di 6–3, 6–4